# Saint-Laurent-Nouan
Pour les articles homonymes, voir Saint-Laurent et Nouans (homonymie).
Saint-Laurent-Nouan est une commune française située dans le département de Loir-et-Cher, en région Centre-Val de Loire.
Localisée au centre-est du département, la commune fait partie de la petite région agricole « la Grande Sologne », vaste étendue de bois et de prés aux récoltes médiocres. Avec une superficie de 6 098 ha en 2017, la commune fait partie des 11 communes les plus étendues du département, en plus d'être inscrite sur un périmètre classé sur la liste du patrimoine mondial de l’UNESCO comme paysage culturel vivant.
L'occupation des sols est marquée par l'importance des espaces agricoles et naturels qui occupent la quasi-totalité du territoire communal. Plusieurs espaces naturels d'intérêt sont présents dans la commune : deux espaces protégés, trois sites natura 2000 et quatre zones naturelles d'intérêt écologique, faunistique et floristique (ZNIEFF). En 2010, l'orientation technico-économique de l'agriculture dans la commune est la culture des céréales et des oléoprotéagineux. À l'instar du département qui a vu disparaître le quart de ses exploitations en dix ans, le nombre d'exploitations agricoles a fortement diminué, passant de 14 en 1988, à 20 en 2000, puis à 20 en 2010.
Depuis sa construction dans les années 1960, la Centrale nucléaire de Saint-Laurent-des-Eaux est un équipement majeur du territoire, en termes d'emploi (1 250 salariés) et d'environnement. La ressource en eau de la Loire est mobilisée (et en grande partie restituée) pour le système de refroidissement. La centrale fait l'objet d'un suivi important (gestion des risques), de travaux de maintenance et d'adaptation, et un PPI (Plan particuliers d'Intervention) a été mis en place et élargi à 20 km en 2021 afin de protéger les populations en cas d'accident.
Le patrimoine architectural de la commune comprend un bâtiment porté à l'inventaire des monuments historiques : le moulin Saint-Jacques.

## Géographie

### Localisation et communes limitrophes
La commune de Saint-Laurent-Nouan se trouve au centre-est du département de Loir-et-Cher, dans la petite région agricole de la Grande Sologne,. À vol d'oiseau, elle se situe à 25,7 km  de Blois, préfecture du département et à 13,5 km de Chambord, chef-lieu du canton de Chambord dont dépend la commune depuis 2015. La commune fait en outre partie du bassin de vie de Beaugency.
Les communes les plus proches sont :
Lestiou (2,7 km), Avaray (3,6 km), Tavers (4,5 km)(45), Courbouzon (5 km), Beaugency (6,9 km)(45), Crouy-sur-Cosson (7,4 km), Mer (8,3 km), La Ferté-Saint-Cyr (8,3 km) et Muides-sur-Loire (8,5 km).
La commune est située dans la région naturelle de la Sologne.
Le lieu-dit Moque-Baril doit son nom au vin qui y fut produit.

### Paysages et relief
Dans le cadre de la Convention européenne du paysage, adoptée le 20 octobre 2000 et entrée en vigueur en France le 1er juillet 2006, un atlas des paysages de Loir-et-Cher a été élaboré en 2010 par le CAUE de Loir-et-Cher, en collaboration avec la DIREN Centre (devenue DREAL en 2011), partenaire financier. Les paysages du département s'organisent ainsi en huit grands ensembles et 25 unités de paysage,. La commune fait partie de deux unités de paysage : « la Grande Sologne » et « la Loire à Saint-Laurent-Nouan ».
À l'échelle régionale, le très important taux de boisement de la Sologne en fait une sorte de gigantesque île de verdure au cœur d'un océan de cultures, entre Beauce et Champagne Berrichonne. La Grande Sologne, localisée au sud-est, entre les vallées de la Loire et du Cher, occupe à elle seule un tiers environ du Loir-et-Cher. Elle déborde ses limites en s'étendant sur le Loiret et le Cher, rejoignant la Forêt d'Orléans au nord-est et couvrant la plus grande partie du coude de la Loire jusqu'aux portes de Bourges, au sud.
La Loire possède un cours relativement régulier. Seul un méandre est fortement marqué entre Saint-Laurent-Nouan et Avaray, appelé par les mariniers « la Grande Jeanne ». Une légère terrasse alluviale en amont du département maintient la Loire à distance du coteau dont elle se rapproche au Tertre d'Avaray pour ensuite faire un coude et rejoindre l'autre coteau à Saint-Andrault (Saint-Laurent-Nouan). La vallée atteint ici plus de 2,5 kilomètres de large. Son coteau sud, peu marqué et subtil, est bordé par la zone humide de l'Ardoux, qui vient de Sologne.
L'altitude du territoire communal varie de 72 mètres à 112 mètres,.

### Hydrographie
La commune est drainée par la Loire (7,033 km), l'Ardoux (8,38 km), le Pisse Vache l'Ime et par divers petits cours d'eau, constituant un réseau hydrographique de 64,75 km de longueur totale. Le cours de la Loire s'insère dans une large vallée qu'elle a façonnée peu à peu depuis des milliers d'années. Elle traverse d'est en ouest le département de Loir-et-Cher depuis Saint-Laurent-Nouan jusqu'à Veuves, avec un cours large et lent. La Loire présente des fluctuations saisonnières de débit assez marquées.

### Climat
Pour des articles plus généraux, voir Climat du Centre-Val de Loire et Climat de Loir-et-Cher.
En 2010, le climat de la commune est de type climat océanique dégradé des plaines du Centre et du Nord, selon une étude du CNRS s'appuyant sur une série de données couvrant la période 1971-2000. En 2020, Météo-France publie une typologie des climats de la France métropolitaine dans laquelle la commune est exposée à un climat océanique altéré et est dans la région climatique Moyenne vallée de la Loire, caractérisée par une bonne insolation (1 850 h/an) et un été peu pluvieux.
Pour la période 1971-2000, la température annuelle moyenne est de 11,1 °C, avec une amplitude thermique annuelle de 15,2 °C. Le cumul annuel moyen de précipitations est de 666 mm, avec 10,6 jours de précipitations en janvier et 6,9 jours en juillet. Pour la période 1991-2020, la température moyenne annuelle observée sur la station météorologique de Météo-France la plus proche, dans la commune de Ligny-le-Ribault à 13 km à vol d'oiseau, est de 11,6 °C et le cumul annuel moyen de précipitations est de 741,2 mm,. Pour l'avenir, les paramètres climatiques de la commune estimés pour 2050 selon différents scénarios d'émission de gaz à effet de serre sont consultables sur un site dédié publié par Météo-France en novembre 2022.

### Milieux naturels et biodiversité

#### Espaces protégés
La protection réglementaire est le mode d'intervention le plus fort pour préserver des espaces naturels remarquables et leur biodiversité associée. Deux espaces protégés sont présents dans la commune : la « Prairie des Arrachis », un terrain acquis par le Conservatoire d'espaces naturels Centre-Val de Loire qui présente une superficie de 0,31 ha, et « Rives de l'Ardoux », un terrain acquis par le Conservatoire d'espaces naturels Centre-Val de Loire qui présente une superficie de 1,05 ha.

#### Sites Natura 2000
Le réseau Natura 2000 est un réseau écologique européen de sites naturels d'intérêt écologique élaboré à partir des Directives « Habitats » et « Oiseaux ». Ce réseau est constitué de Zones spéciales de conservation (ZSC) et de Zones de protection spéciale (ZPS). Dans les zones de ce réseau, les États membres s'engagent à maintenir dans un état de conservation favorable les types d'habitats et d'espèces concernés, par le biais de mesures réglementaires, administratives ou contractuelles. L'objectif est de promouvoir une gestion adaptée des habitats tout en tenant compte des exigences économiques, sociales et culturelles, ainsi que des particularités régionales et locales de chaque État membre. Les activités humaines ne sont pas interdites, dès lors que celles-ci ne remettent pas en cause significativement l'état de conservation favorable des habitats et des espèces concernés. Des parties du territoire communal sont incluses dans les sites Natura 2000 suivants :
- la « Sologne », d'une superficie de 346 184 ha[27] et la « Vallée de la Loire de Mosnes à Tavers », d'une superficie de 2 278 ha[28] ;
- le « Vallée de la Loire du Loir-et-Cher », d'une superficie de 2 398 ha[29].

#### Zones naturelles d'intérêt écologique, faunistique et floristique
L'inventaire des zones naturelles d'intérêt écologique, faunistique et floristique (ZNIEFF) a pour objectif de réaliser une couverture des zones les plus intéressantes sur le plan écologique, essentiellement dans la perspective d'améliorer la connaissance du patrimoine naturel national et de fournir aux différents décideurs un outil d'aide à la prise en compte de l'environnement dans l'aménagement du territoire. Le territoire communal de Saint-Laurent-Nouan comprend quatre ZNIEFF :
- les « Iles et grèves de la Loire près de Beaugency » (80,35 ha)[31] ;
- la « Loire Orléanaise » (5 458,41 ha)[32] ;
- la « Loire Blésoise » (2 380,68 ha)[33] ;
- les « Prairies des Arrachis » (21,29 ha)[34].

Cartes des Znieff et site Natura 2000.
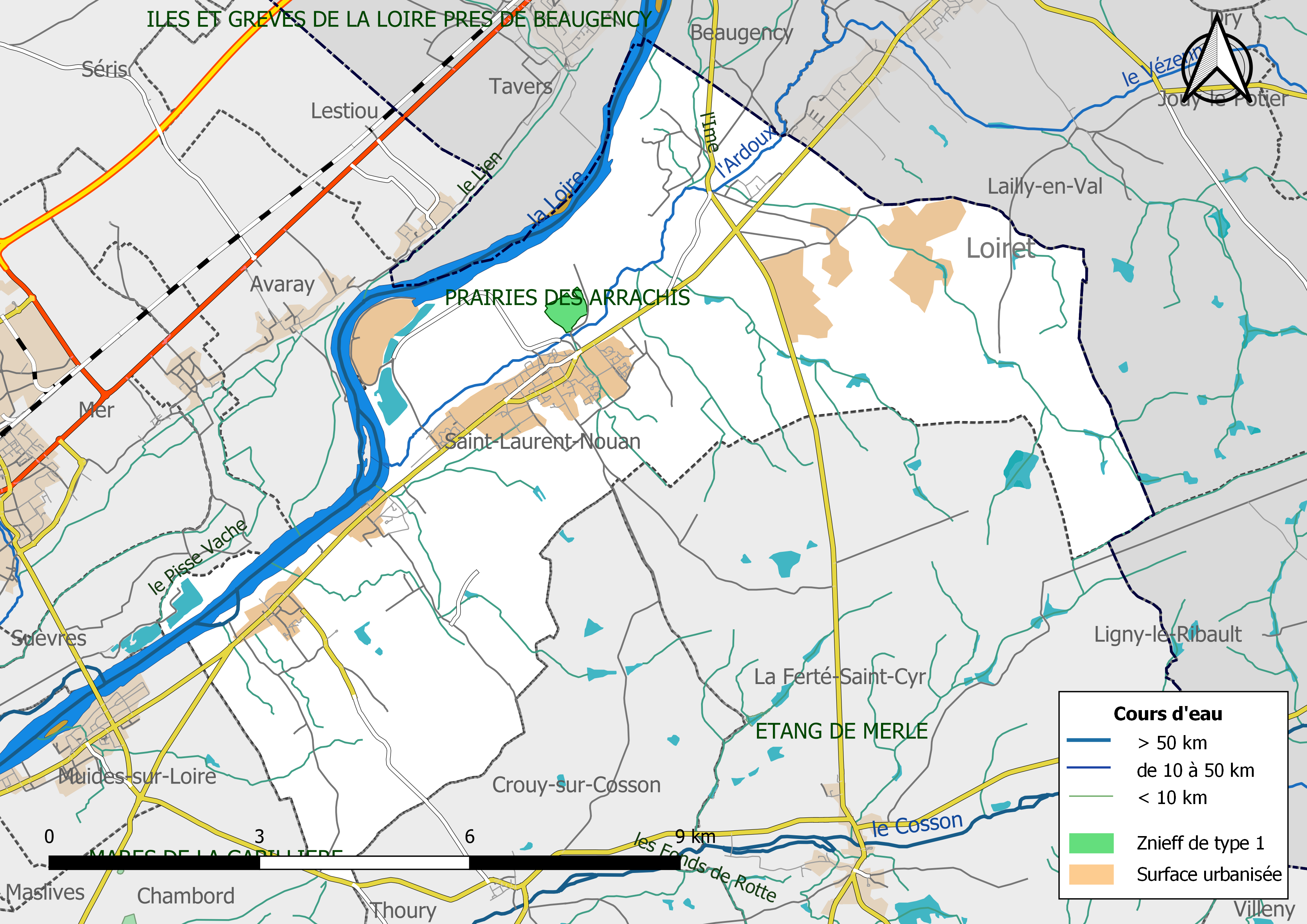
Carte des ZNIEFF de type 1 localisées dans la commune[Note 2].
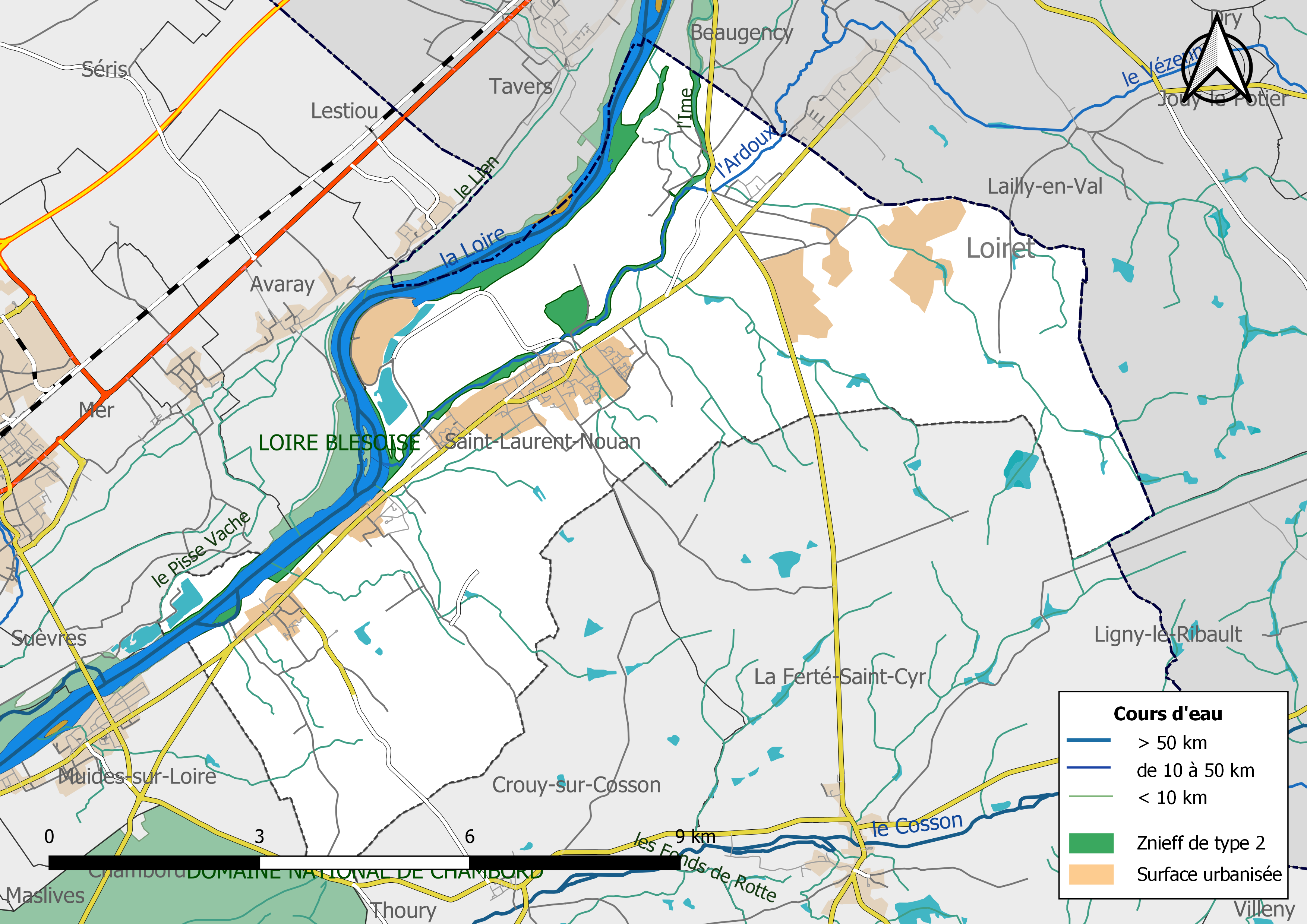
Carte des ZNIEFF de type 2 localisées dans la commune[Note 3].
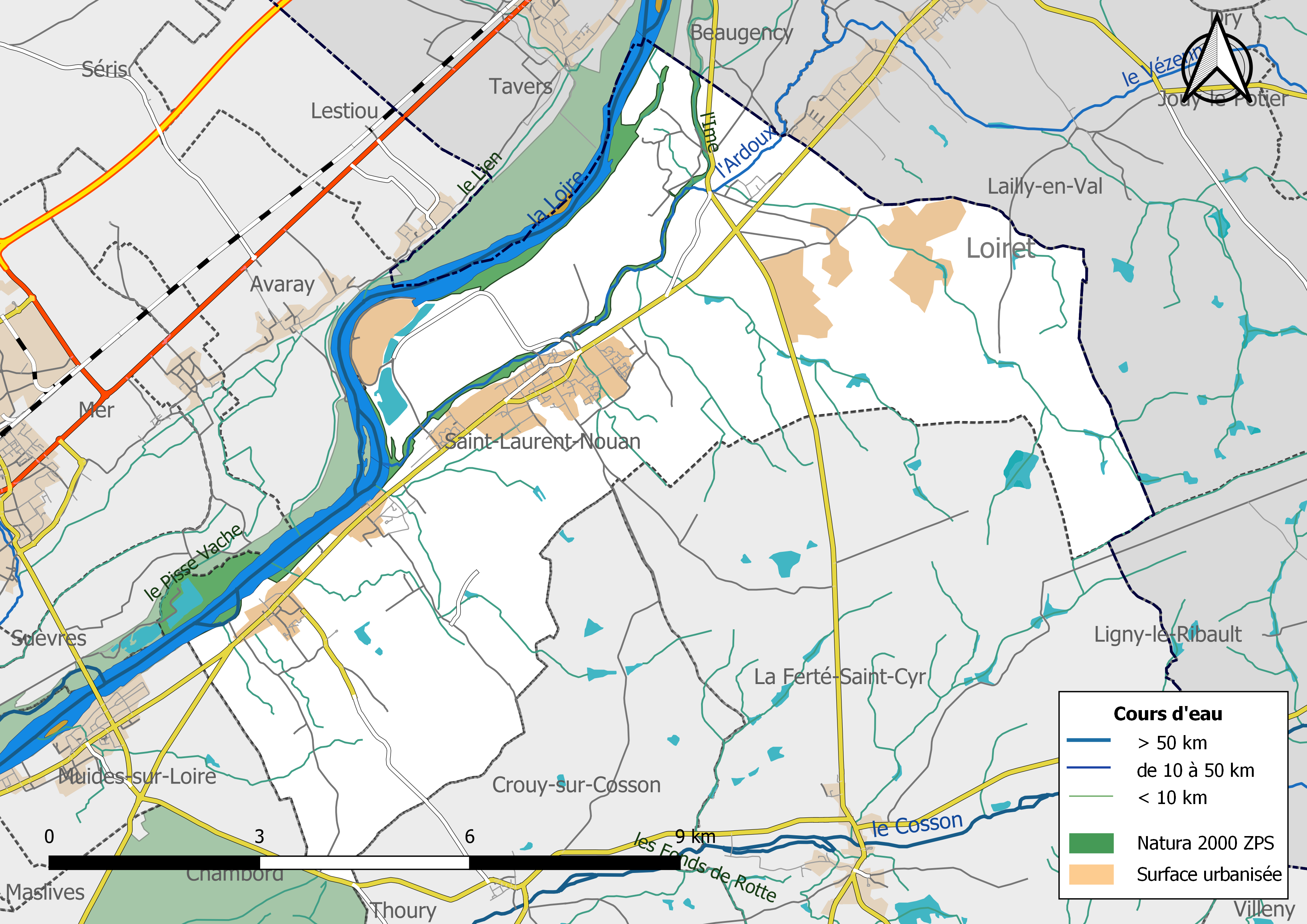
Une partie du territoire communal est incluse dans le site Natura 2000 le « Vallée de la Loire du Loir-et-Cher ».

## Urbanisme

### Typologie
Au 1er janvier 2024, Saint-Laurent-Nouan est catégorisée bourg rural, selon la nouvelle grille communale de densité à sept niveaux définie par l'Insee en 2022.
Elle appartient à l'unité urbaine de Saint-Laurent-Nouan, une unité urbaine monocommunale constituant une ville isolée,. Par ailleurs la commune fait partie de l'aire d'attraction de Saint-Laurent-Nouan, dont elle est la commune-centre,. Cette aire, qui regroupe 1 communes, est catégorisée dans les aires de moins de 50 000 habitants,.
La commune est pôle relais au Schéma de cohérence territoriale du Blaisois, regroupant services et emplois - notamment avec la Centrale nucléaire de Saint-Laurent-des-Eaux.

### Occupation des sols
L'occupation des sols est marquée par l'importance des espaces agricoles et naturels (96,8 %). La répartition détaillée ressortant de la base de données européenne d'occupation biophysique des sols Corine Land Cover millésimée 2012 est la suivante :
terres arables (11,6 %),
cultures permanentes (0,6 %),
zones agricoles hétérogènes (15,4 %),
prairies (3,5 %),
forêts (65,2 %),
milieux à végétation arbustive ou herbacée (0,7 %),
zones urbanisées (1 %),
espaces verts artificialisés non agricoles (0,5 %),
zones industrielles et commerciales et réseaux de communication (1,7 %),
eaux continentales (0,5 %).

### Planification
La loi SRU du 13 décembre 2000 a incité fortement les communes à se regrouper au sein d'un établissement public, pour déterminer les partis d'aménagement de l'espace au sein d'un SCoT, un document essentiel d'orientation stratégique des politiques publiques à une grande échelle. La commune est dans le territoire du SCOT du Blésois, approuvé en 2006 et révisé en juillet 2016.
En matière de planification, la commune disposait en 2017 d'un plan d'occupation des sols approuvé, un plan local d'urbanisme était en révision.

### Habitat et logement
Le tableau ci-dessous présente la typologie des logements à Saint-Laurent-Nouan en 2016 en comparaison avec celle du Loir-et-Cher et de la France entière. Une caractéristique marquante du parc de logements est ainsi une proportion de résidences secondaires et logements occasionnels (11,3 %) inférieure à celle du département (18 %) mais supérieure à celle de la France entière (9,6 %). Concernant le statut d'occupation de ces logements, 78,5 % des habitants de la commune sont propriétaires de leur logement (79,3 % en 2011), contre 68,1 % pour le Loir-et-Cher et 57,6 pour la France entière.
|                                                         | Saint-Laurent-Nouan | Loir-et-Cher | France entière |
| ------------------------------------------------------- | ------------------- | ------------ | -------------- |
| Résidences principales (en %)                           | 82,9                | 74,5         | 82,3           |
| Résidences secondaires et logements occasionnels (en %) | 11,3                | 18           | 9,6            |
| Logements vacants (en %)                                | 5,8                 | 7,5          | 8,1            |

### Risques majeurs
Le territoire communal de Saint-Laurent-Nouan est vulnérable à différents aléas naturels : inondations (par débordement de la Loire), climatiques (hiver exceptionnel ou canicule), feux de forêts, mouvements de terrains ou sismique (sismicité très faible) 8 avril 2020
Il est également exposé à deux risques technologiques : le risque nucléaire et le transport de matières dangereuses,.

#### Risques naturels

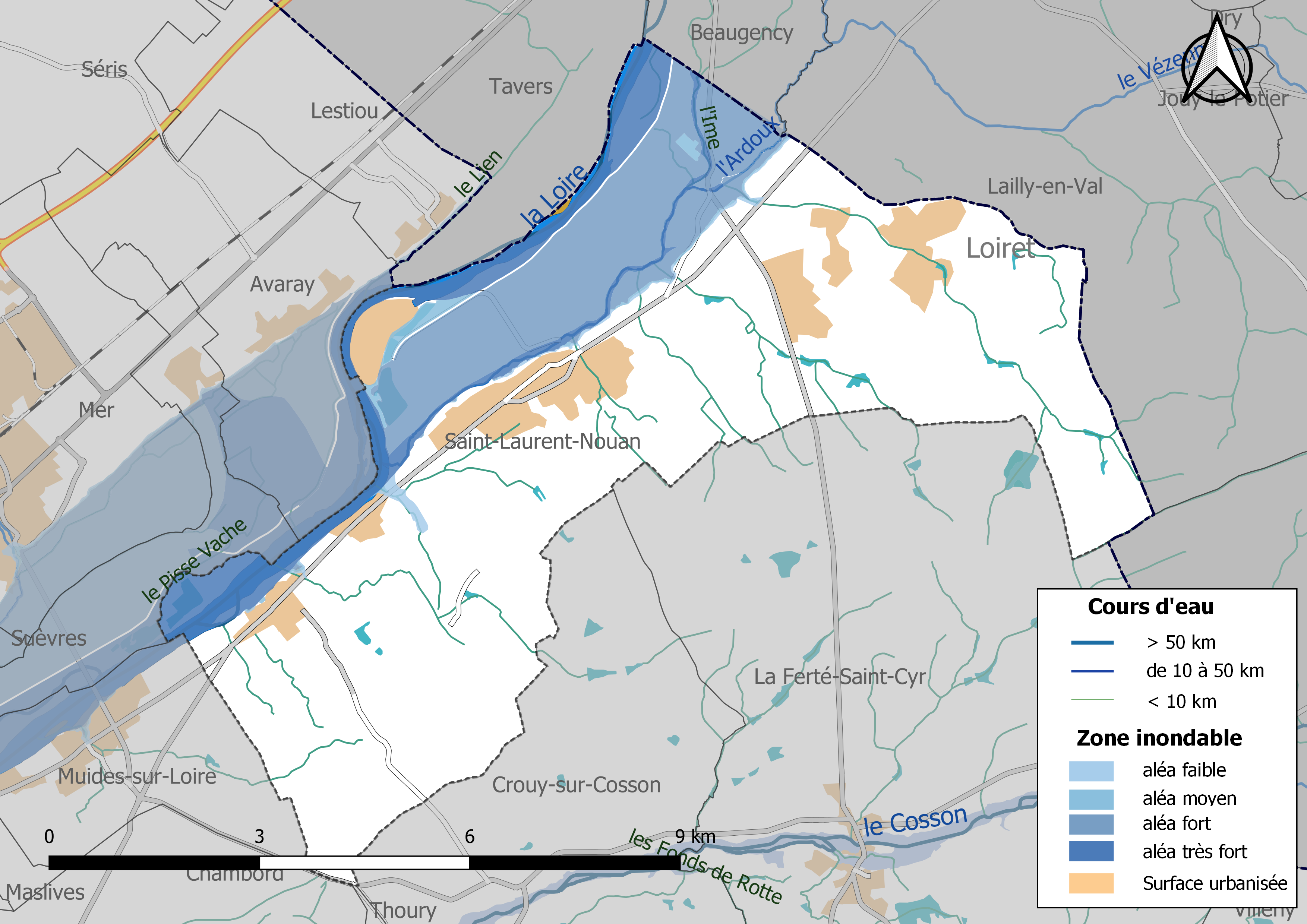
Zones inondables de la commune de Saint-Laurent-Nouan.

Les mouvements de terrains susceptibles de se produire dans la commune sont liés au retrait-gonflement des argiles. Le phénomène de retrait-gonflement des argiles est la conséquence d'un changement d'humidité des sols argileux. Les argiles sont capables de fixer l'eau disponible mais aussi de la perdre en se rétractant en cas de sécheresse. Ce phénomène peut provoquer des dégâts très importants sur les constructions (fissures, déformations des ouvertures) pouvant rendre inhabitables certains locaux. La carte de zonage de cet aléa peut être consultée sur le site de l'observatoire national des risques naturels Georisques.
En Loir-et-Cher, les crues de la Loire représentent des volumes d'eau et des débits quatre à cinq fois supérieurs à ceux du Cher et du Loir : la superficie des zones et l'ampleur des dégâts peuvent être considérables. Les crues historiques sont celles de 1846 (6,60 m à l'échelle de Blois), 1856 (6,78 m), 1866 (6,70 m), 1907 (5,63 m) et 2003 (3,78 m). Le débit maximal historique est de 5 100 m3/s (crue de 1846) et caractérise une crue de retour centennal. Le risque d'inondation est pris en compte dans l'aménagement du territoire de la commune par le biais du Plan de prévention du risque inondation (PPRI) de la Loire amont.

#### Risques technologiques
La totalité du territoire de la commune peut être concernée par le risque nucléaire. En cas d'accident grave, certaines installations nucléaires sont susceptibles de rejeter dans l'atmosphère de l'iode radioactif. Or la commune se situe partiellement à l'intérieur du périmètre de 20 km du Plan particulier d'intervention de la centrale nucléaire de Saint-Laurent-des-Eaux. À ce titre les habitants de la commune, comme tous ceux résidant dans le périmètre proche de 20 km de la centrale ont bénéficié, à titre préventif, d'une distribution de comprimés d'iode stable dont l'ingestion avant rejet radioactif permet de pallier les effets sur la thyroïde d'une exposition à de l'iode radioactif. En cas d'incident ou d'accident nucléaire, des consignes de confinement ou d'évacuation peuvent être données et les habitants peuvent être amenés à ingérer, sur ordre du préfet, les comprimés en leur possession,.
Le risque de transport de marchandises dangereuses dans la commune est lié à sa traversée par une route à fort trafic. Un accident se produisant sur une telle infrastructure est en effet susceptible d'avoir des effets graves au bâti ou aux personnes jusqu'à 350 m, selon la nature du matériau transporté. Des dispositions d'urbanisme peuvent être préconisées en conséquence.

## Toponymie
Le nom de la commune rappelle la première partie des deux communes ayant fusionné pour créer Saint-Laurent-Nouan : Saint-Laurent-des-Eaux d'un côté, et Nouan-sur-Loire de l'autre.

## Histoire

### Avant 1972
La commune de Saint-Laurent-Nouan, créée en 1972, est la combination de deux anciennes communes créées sous la Révolution :
- Saint-Laurent-des-Eaux,
- Nouan-sur-Loire.

## Politique et administration

### Découpage territorial
La commune de Saint-Laurent-Nouan est membre de la communauté de communes du Grand Chambord, un établissement public de coopération intercommunale (EPCI) à fiscalité propre créé le 1er janvier 2002.
Elle est rattachée sur le plan administratif à l'arrondissement de Blois, au département de Loir-et-Cher et à la région Centre-Val de Loire, en tant que circonscriptions administratives. Sur le plan électoral, elle est rattachée au canton de Chambord depuis 2015 pour l'élection des conseillers départementaux et à la deuxième circonscription de Loir-et-Cher pour les élections législatives.

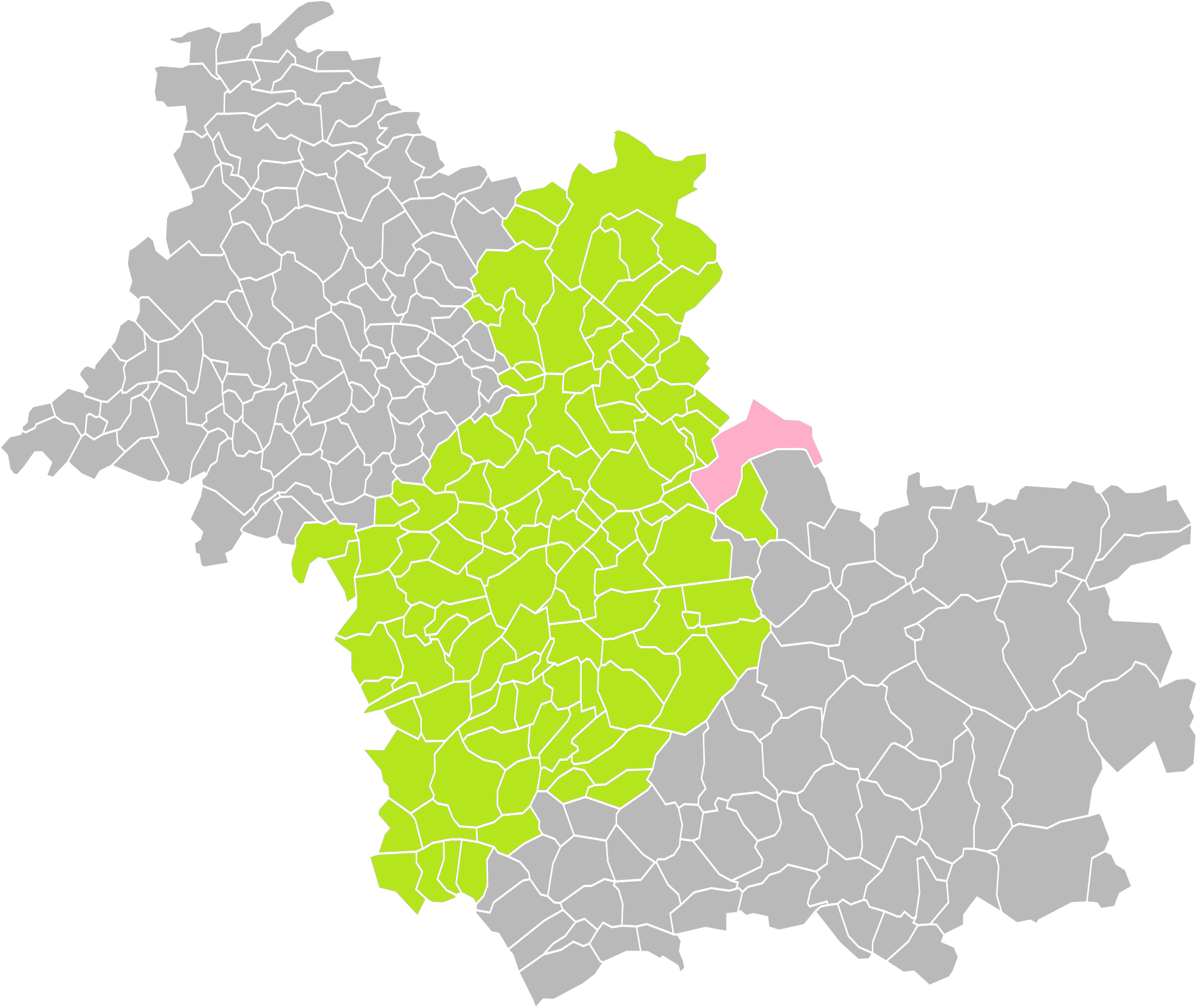
Saint-Laurent-Nouan dans l'arrondissement de Blois en 2016.
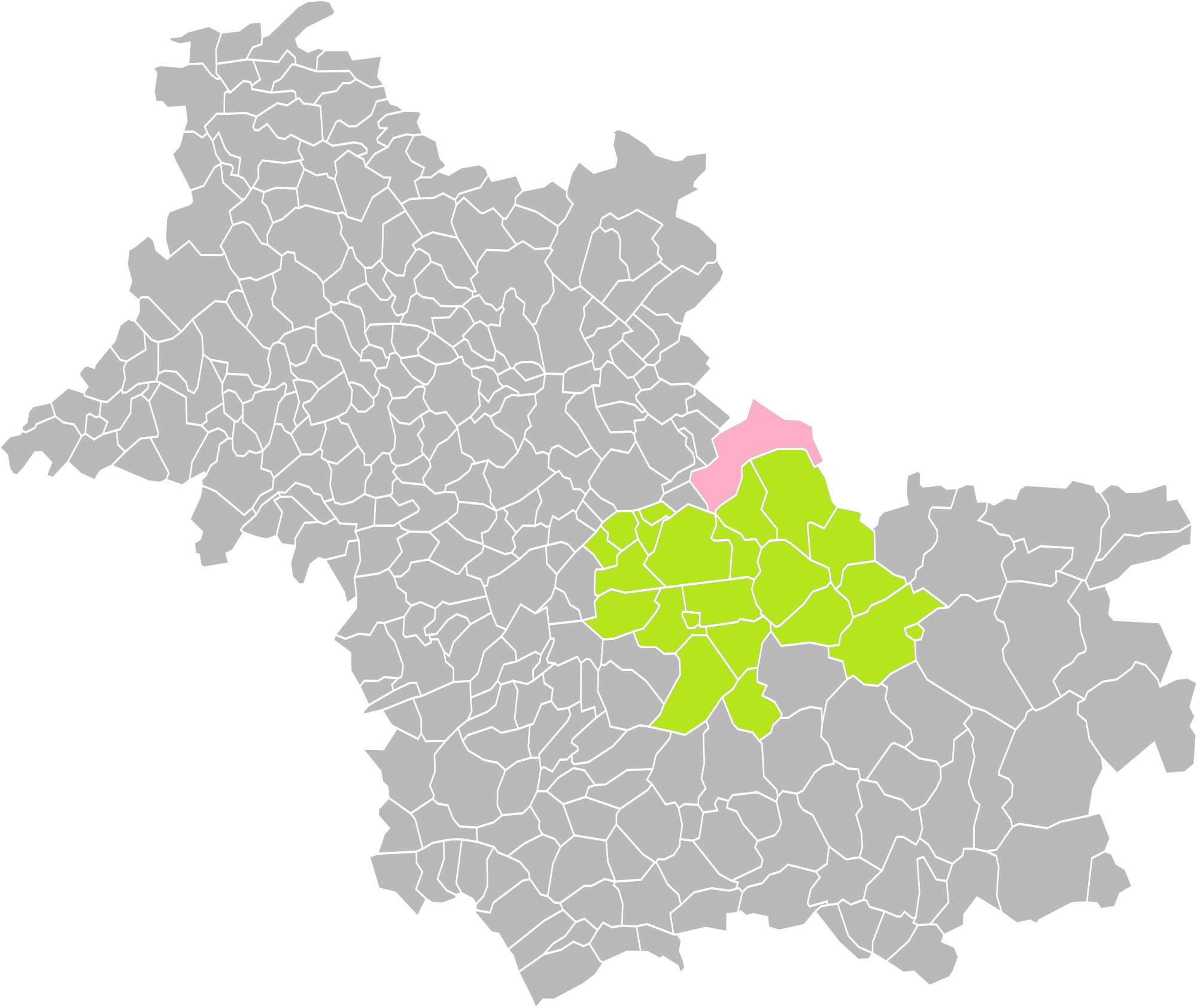
Saint-Laurent-Nouan dans le canton de Chambord en 2016.

### Politique et administration municipale

#### Conseil municipal et maire
Le conseil municipal de Saint-Laurent-Nouan, commune de plus de 1 000 habitants, est élu au scrutin proportionnel plurinominal avec prime majoritaire. Compte tenu de la population communale, le nombre de sièges au conseil municipal est de 25. Le maire, à la fois agent de l'État et exécutif de la commune en tant que collectivité territoriale, est élu par le conseil municipal au scrutin secret lors de la première réunion du conseil suivant les élections municipales, pour un mandat de six ans, c'est-à-dire pour la durée du mandat du conseil.
| Période                                  | Période      | Identité            | Étiquette | Qualité                            |
| ---------------------------------------- | ------------ | ------------------- | --------- | ---------------------------------- |
| 1972                                     | mars 1977    | Jean Payen          |           |                                    |
| mars 1977                                | mars 1983    | Marcel Rubline      |           |                                    |
| mars 1983                                | juin 1995    | Étienne Nivault     |           |                                    |
| juin 1995                                | mars 2001    | Serge Audat         |           | Agent EDF                          |
| mars 2001                                | mars 2008    | Jean-Pierre Lapeyre |           |                                    |
| mars 2008                                | mai 2011     | Claude Guilleray    | DVG       |                                    |
| juin 2011                                | juillet 2020 | Christian Lalleron  | DVD       | Retraité d'une entreprise publique |
| juillet 2020                             | En cours     | Michel Laurent,     | Divers    | Ancien cadre                       |
| Les données manquantes sont à compléter. |              |                     |           |                                    |

À la suite de tensions internes au sein de la majorité de gauche, plus de la moitié du conseil municipal démissionne en 2011. Des élections anticipées sont donc organisées et la liste divers droite menée par Christian Lalleron remporte l'élection municipale du 26 juin 2011.

### Tendances politiques et résultats
Les personnalités exerçant une fonction élective dont le mandat est en cours et en lien direct avec le territoire de la commune de Saint-Laurent-Nouan sont les suivantes :
| Élection        | Territoire          | Titre                         | Nom                    | Début de mandat  | Fin de mandat |
| --------------- | ------------------- | ----------------------------- | ---------------------- | ---------------- | ------------- |
| Municipales     | Saint-Laurent-Nouan | Maire                         | Christian Lalleron     | 2011             | 2014          |
| Cantonales      | Bracieux            | Conseiller général            | Gilles Clement         | 27 mars 2011     | 2015          |
| Législatives    | 2e circonscription  | Député                        | Patrice Martin-Lalande | 10 juin 2012     | juin 2017     |
| Régionales      | Centre-Val de Loire | Président du conseil régional | François Bonneau       | 7 septembre 2007 | 2015          |
| Présidentielles | France              | Président de la République    | François Hollande      | 6 mai 2012       | mai 2017      |

## Équipements et services

### Eau et assainissement
L'organisation de la distribution de l'eau potable, de la collecte et du traitement des eaux usées et pluviales relève des communes. La compétence eau et assainissement des communes est un service public industriel et commercial (SPIC).

#### Alimentation en eau potable
Le service d'eau potable comporte trois grandes étapes : le captage, la potabilisation et la distribution d'une eau potable conforme aux normes de qualité fixées pour protéger la santé humaine. En 2019, la commune est membre de la communauté de communes du Grand Chambord qui assure le service en régie dont le contrat arrive à échéance le 31 décembre 2020.

#### Assainissement des eaux usées
En 2019, la gestion du service d'assainissement collectif de la commune de Saint-Laurent-Nouan est assurée par la communauté de communes du Grand Chambord qui a le statut de entreprise privée.
Deux stations de traitement des eaux usées sont en service au 1er janvier 2019 sur le territoire communal :
- « Le Long Du Vc N017 », un équipement utilisant la technique de l'aération par boues activées, avec prétraitement et déphosphatation physico-chimique, dont la capacité est de 5 830 EH, mis en service le 1er novembre 1975[69] ;
- « Bourg », un équipement utilisant la technique de l'aération par boues activées, avec prétraitement et déphosphatation physico-chimique, dont la capacité est de 2 000 EH, mis en service le 1er mars 1977[70].

L'assainissement non collectif (ANC) désigne les installations individuelles de traitement des eaux domestiques qui ne sont pas desservies par un réseau public de collecte des eaux usées et qui doivent en conséquence traiter elles-mêmes leurs eaux usées avant de les rejeter dans le milieu naturel. La communauté de communes du Grand Chambord assure pour le compte de la commune le service public d'assainissement non collectif (SPANC), qui a pour mission de vérifier la bonne exécution des travaux de réalisation et de réhabilitation, ainsi que le bon fonctionnement et l'entretien des installations.

### Sécurité, justice et secours
La sécurité de la commune est assurée par la brigade de gendarmerie de Mer qui dépend du groupement de gendarmerie départementale de Loir-et-Cher installé à Blois.
En matière de justice, Saint-Laurent-Nouan relève du conseil de prud'hommes de Blois, de la Cour d'appel d'Orléans (juridiction de Blois), de la Cour d'assises de Loir-et-Cher, du tribunal administratif de Blois, du tribunal de commerce de Blois et du tribunal judiciaire de Blois.

## Population et société

### Démographie

#### Évolution démographique
L'évolution du nombre d'habitants est connue à travers les recensements de la population effectués dans la commune depuis 1793. Pour les communes de moins de 10 000 habitants, une enquête de recensement portant sur toute la population est réalisée tous les cinq ans, les populations de référence des années intermédiaires étant quant à elles estimées par interpolation ou extrapolation. Pour la commune, le premier recensement exhaustif entrant dans le cadre du nouveau dispositif a été réalisé en 2006.

En 2022, la commune comptait 4 249 habitants, en évolution de −2,16 % par rapport à 2016 (Loir-et-Cher : −1,15 %, France hors Mayotte : +2,11 %).
| 1793 | 1800  | 1806  | 1821  | 1831  | 1836  | 1841  | 1846  | 1851  |
| ---- | ----- | ----- | ----- | ----- | ----- | ----- | ----- | ----- |
| 972  | 1 155 | 1 125 | 1 020 | 1 159 | 1 260 | 1 388 | 1 410 | 1 516 |

| 1856  | 1861  | 1866  | 1872  | 1876  | 1881  | 1886  | 1891  | 1896  |
| ----- | ----- | ----- | ----- | ----- | ----- | ----- | ----- | ----- |
| 1 546 | 1 565 | 1 631 | 1 657 | 1 550 | 1 504 | 1 540 | 1 484 | 1 422 |

| 1901  | 1906  | 1911  | 1921  | 1926  | 1931  | 1936  | 1946  | 1954 |
| ----- | ----- | ----- | ----- | ----- | ----- | ----- | ----- | ---- |
| 1 308 | 1 306 | 1 209 | 1 103 | 1 060 | 1 055 | 1 050 | 1 038 | 961  |

| 1962 | 1968  | 1975  | 1982  | 1990  | 1999  | 2006  | 2011  | 2016  |
| ---- | ----- | ----- | ----- | ----- | ----- | ----- | ----- | ----- |
| 992  | 1 725 | 2 139 | 3 079 | 3 399 | 3 686 | 4 068 | 4 227 | 4 343 |

| 2021  | 2022  | - | - | - | - | - | - | - |
| ----- | ----- | - | - | - | - | - | - | - |
| 4 274 | 4 249 | - | - | - | - | - | - | - |

#### Pyramide des âges
La population de la commune est relativement jeune.
En 2018, le taux de personnes d'un âge inférieur à 30 ans s'élève à 36,9 %, soit au-dessus de la moyenne départementale (31,3 %). À l'inverse, le taux de personnes d'âge supérieur à 60 ans est de 23,2 % la même année, alors qu'il est de 31,6 % au niveau départemental.
En 2018, la commune comptait 2 146 hommes pour 2 206 femmes, soit un taux de 50,69 % de femmes, légèrement inférieur au taux départemental (51,45 %).
Les pyramides des âges de la commune et du département s'établissent comme suit.
| Hommes | Classe d’âge | Femmes |
| ------ | ------------ | ------ |
| 0,7    | 90 ou +      | 2,8    |
| 5,3    | 75-89 ans    | 7,9    |
| 15,2   | 60-74 ans    | 14,4   |
| 20,5   | 45-59 ans    | 20,7   |
| 19,6   | 30-44 ans    | 19,2   |
| 17,5   | 15-29 ans    | 15,7   |
| 21,2   | 0-14 ans     | 19,3   |

| Hommes | Classe d’âge | Femmes |
| ------ | ------------ | ------ |
| 1,1    | 90 ou +      | 2,6    |
| 9,2    | 75-89 ans    | 11,9   |
| 19,7   | 60-74 ans    | 20,4   |
| 20,7   | 45-59 ans    | 20     |
| 16,5   | 30-44 ans    | 16,2   |
| 15,2   | 15-29 ans    | 13,2   |
| 17,6   | 0-14 ans     | 15,7   |

## Économie

### Secteurs d'activité
Le tableau ci-dessous détaille le nombre d'entreprises implantées à Saint-Laurent-Nouan selon leur secteur d'activité et le nombre de leurs salariés :
|                                                              | total | % com (% dep) | 0 salarié | 1 à 9 salarié(s) | 10 à 19 salariés | 20 à 49 salariés | 50 salariés ou plus |
| ------------------------------------------------------------ | ----- | ------------- | --------- | ---------------- | ---------------- | ---------------- | ------------------- |
| Ensemble                                                     | 263   | 100,0 (100)   | 186       | 55               | 7                | 8                | 7                   |
| Agriculture, sylviculture et pêche                           | 21    | 8,0 (11,8)    | 15        | 6                | 0                | 0                | 0                   |
| Industrie                                                    | 23    | 8,7 (6,5)     | 9         | 6                | 2                | 5                | 1                   |
| Construction                                                 | 32    | 12,2 (10,3)   | 21        | 8                | 3                | 0                | 0                   |
| Commerce, transports, services divers                        | 167   | 63,5 (57,9)   | 130       | 31               | 1                | 2                | 3                   |
| dont commerce et réparation automobile                       | 48    | 18,3 (17,5)   | 40        | 7                | 0                | 1                | 0                   |
| Administration publique, enseignement, santé, action sociale | 20    | 7,6 (13,5)    | 11        | 4                | 1                | 1                | 3                   |
| Champ : ensemble des activités.                              |       |               |           |                  |                  |                  |                     |

Le secteur du commerce, transports et services divers est prépondérant dans la commune (167 entreprises sur 263).
Sur les 263 entreprises implantées à Saint-Laurent-Nouan en 2016, 186 ne font appel à aucun salarié, 55 comptent 1 à 9 salariés, 7 emploient entre 10 et 19 personnes. 8 emploient entre 20 et 49 personnes.

### Centrale nucléaire
Depuis sa construction dans les années 1960, la Centrale nucléaire de Saint-Laurent-des-Eaux est un équipement majeur du territoire, en termes d'emploi (1 250 salariés). Elle a connu deux incidents majeurs (fusion du cœur du réacteur), en 1969 et en 1980, classés ultérieurement au niveau 4 de l’échelle INES.

### Tourisme et loisirs
- Le golf des Bordes a été ouvert en 1987. À la suite d'un permis d'aménager accordé en 2012 à différentes études environnementales, et à une autorisation de défrichement obtenue en 2020, un vaste projet touristique se développe. En 2024, le site emploie 90 personnes. Une vingtaine de villas sont construites sur une centaine prévue, et un chantier d'hôtel de luxe doit démarrer au second semestre.

Le projet fait l'objet d'une nouvelle demande d'autorisation de défrichement en 2024, afin de poursuivre la construction notamment de villas et d'un hôtel supplémentaire, destinés notamment aux étrangers. Plus de 300 emplois sont annoncés.
La catégories des membres locaux étant complète, les locaux (à moins de 120 km) ne peuvent pas adhérer au golf.
- Le camping municipal de l'amitié est labellisé accueil vélo, Loire à vélo et tourisme & handicap. Il propose 100 emplacements caravanes équipés en eau, électricité, deux blocs sanitaires chauffés, dont un équipé pour les personnes à mobilité réduite, des mobils-homes dont certains sont équipés pour les personnes à mobilité réduite et des Pods en bois. Il accueille également des groupes.

### Agriculture
En 2010, l'orientation technico-économique de l'agriculture dans la commune est la culture de céréales et d'oléoprotéagineux (COP). Le département a perdu près d'un quart de ses exploitations en 10 ans, entre 2000 et 2010 (c'est le département de la région Centre-Val de Loire qui en compte le moins). Cette tendance se retrouve également au niveau de la commune où le nombre d'exploitations est passé de 46 en 1988 à 20 en 2000 puis à 20 en 2010. Parallèlement, la taille de ces exploitations augmente, passant de 32 ha en 1988 à 68 ha en 2010.
Le tableau ci-dessous présente les principales caractéristiques des exploitations agricoles de Saint-Laurent-Nouan, observées sur une période de 22 ans :
|                                      | 1988                 | 2000                 | 2010                 |
| Dimension économique                 | Dimension économique | Dimension économique | Dimension économique |
| ------------------------------------ | -------------------- | -------------------- | -------------------- |
| Nombre d'exploitations (u)           | 46                   | 20                   | 20                   |
| Travail (UTA)                        | 51                   | 27                   | 34                   |
| Surface agricole utilisée (ha)       | 1 453                | 1 725                | 1 353                |
| Cultures                             |                      |                      |                      |
| Terres labourables (ha)              | 1 244                | 1 608                | 1 235                |
| Céréales (ha)                        | 910                  | 929                  | 742                  |
| dont blé tendre (ha)                 | 298                  | 366                  | 352                  |
| dont maïs-grain et maïs-semence (ha) | 294                  | 257                  | 139                  |
| Tournesol (ha)                       | 168                  | 51                   | 54                   |
| Colza et navette (ha)                | 0                    | s                    | 118                  |
| Élevage                              |                      |                      |                      |
| Cheptel (UGBTA)                      | 243                  | 174                  | 127                  |

#### Produits labellisés

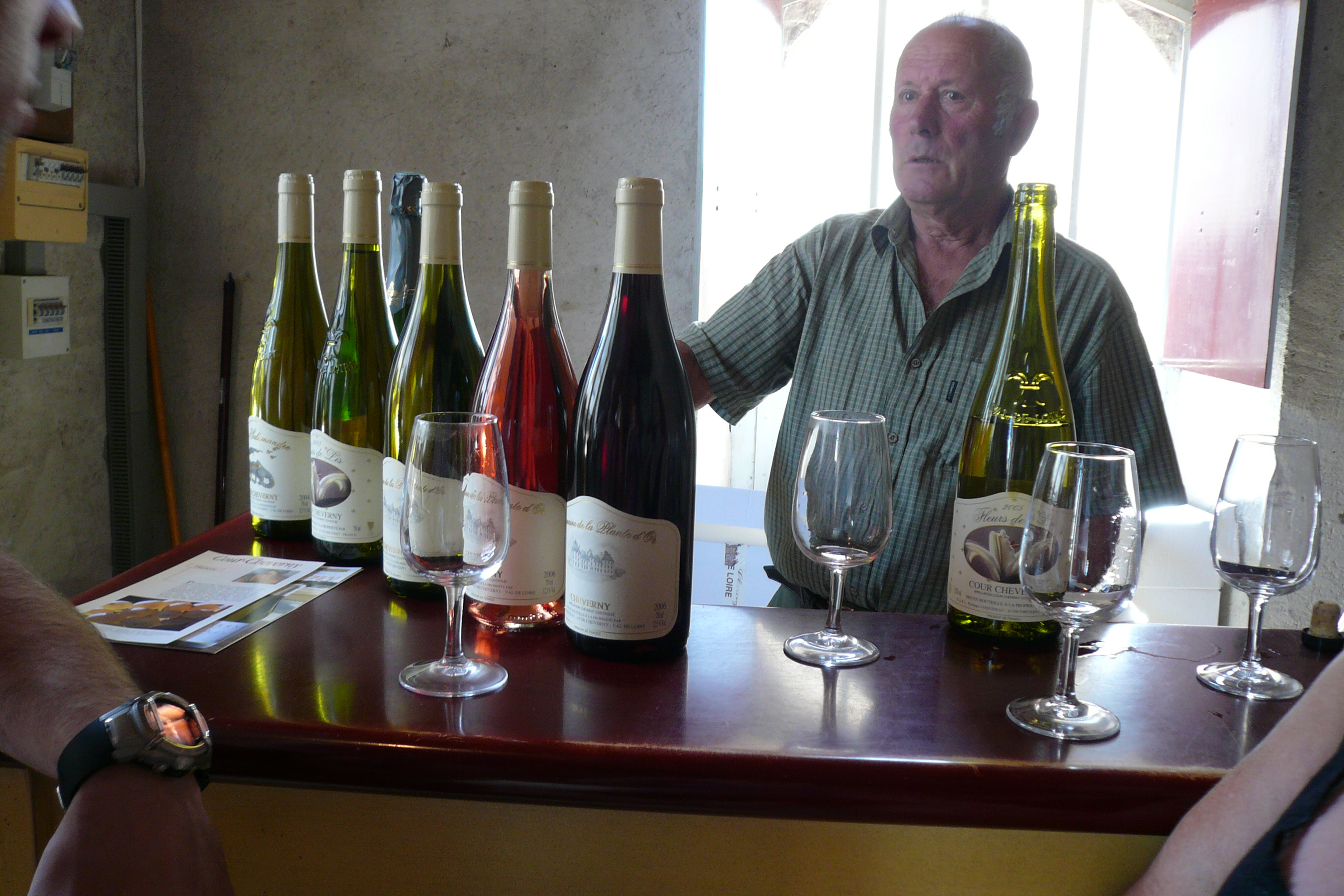
Gamme de vins de Cheverny.

La commune de Saint-Laurent-Nouan est située dans l'aire de l'appellation d'origine protégée (AOP)  de deux produits : deux vins (le Cheverny et le crémant-de-loire).
Le territoire de la commune est également intégré aux aires de productions de divers produits bénéficiant d'une indication géographique protégée (IGP) : le vin Val-de-loire et les volailles de l’Orléanais,.

## Culture locale et patrimoine

### Jumelages
- Winnweiler (Allemagne).

### Lieux et monuments

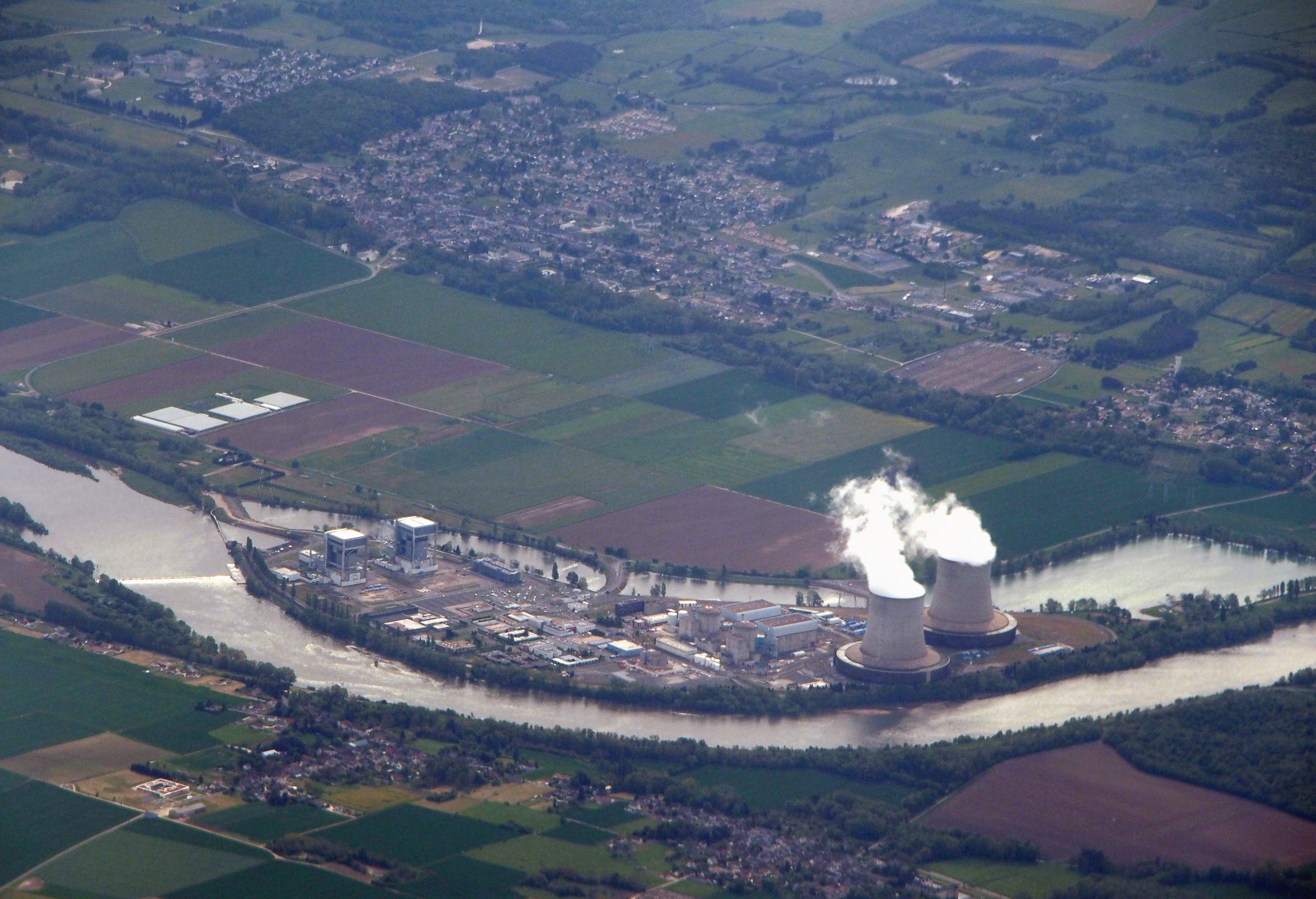
Vue aérienne de la commune (au fond) et de la centrale nucléaire de Saint-Laurent-des-eaux (au premier plan) - 2016.

- L'église Saint-Laurent-Saint-Germain de Saint-Laurent.
- L'église Saint-Aignan de Nouan.
- Le moulin Saint-Jacques, datant du début du XIXe siècle, en fonction jusqu'en 1905 et inscrit à l'inventaire supplémentaire des monuments historiques, est de type « moulin cavier »[94].
- La centrale nucléaire de Saint-Laurent-des-Eaux est implantée sur le territoire de la commune.

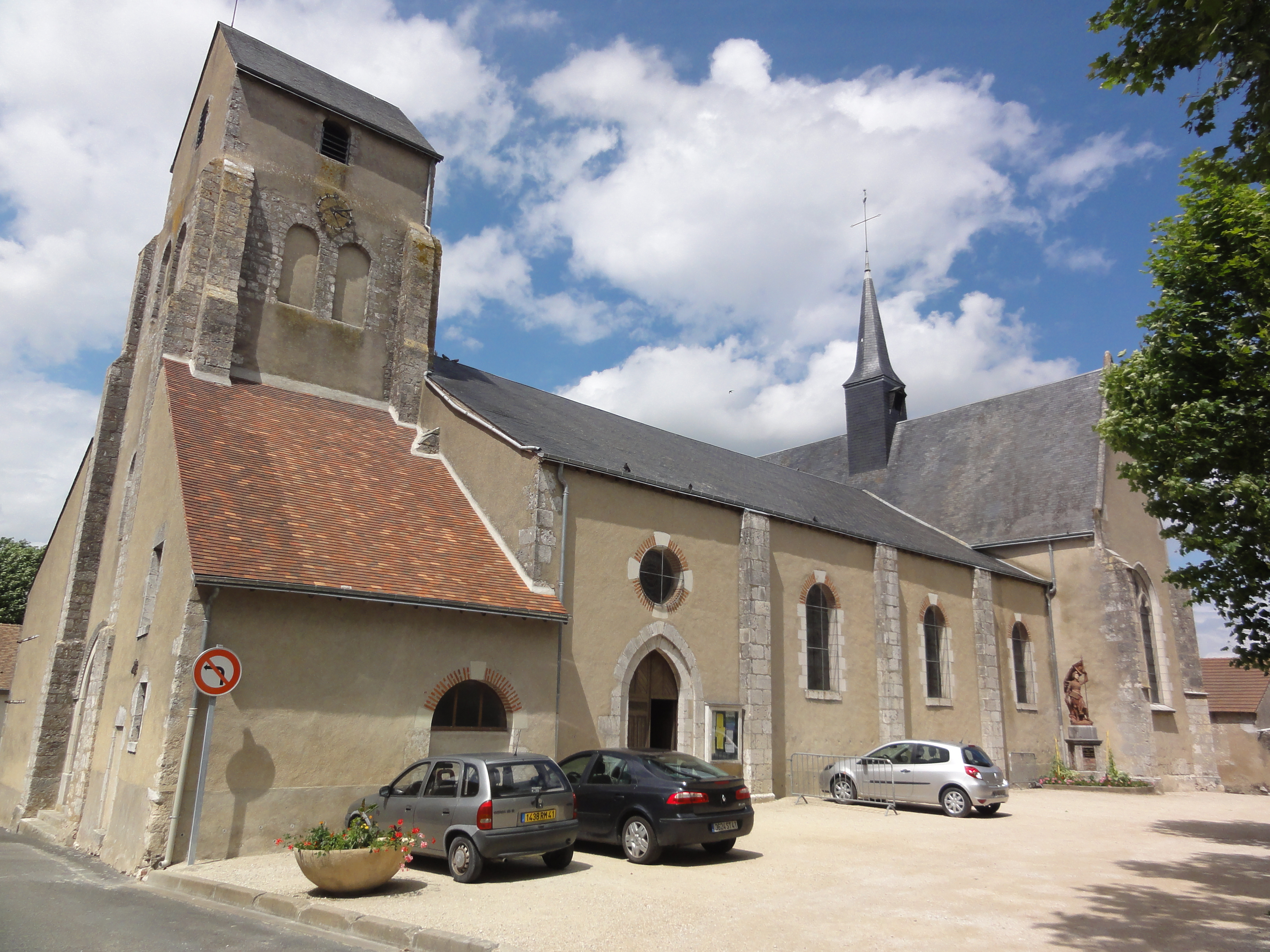
Église Saint-Laurent-Saint-Germain.
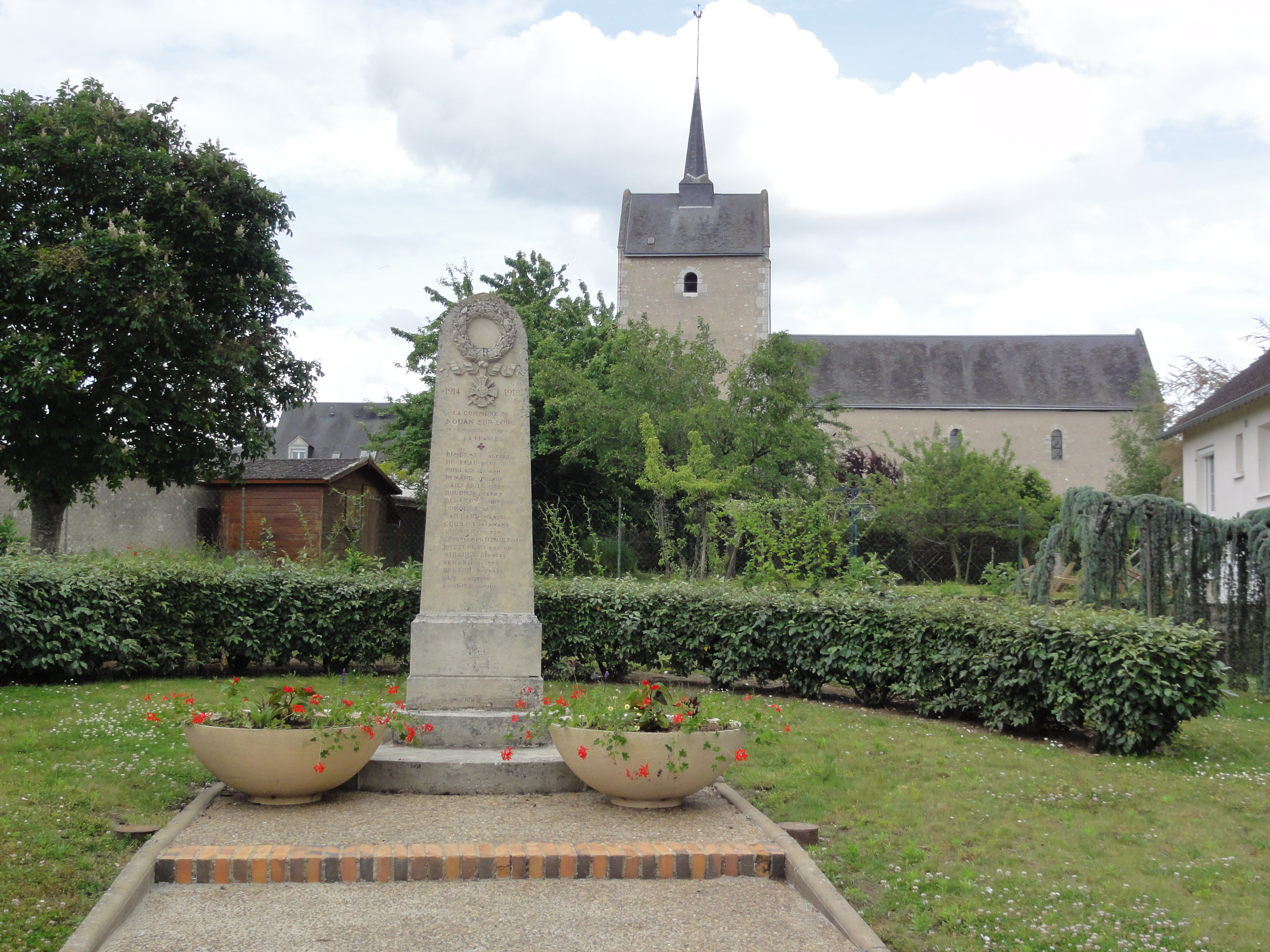
Église Saint-Aignan de Nouan et le monument aux morts.
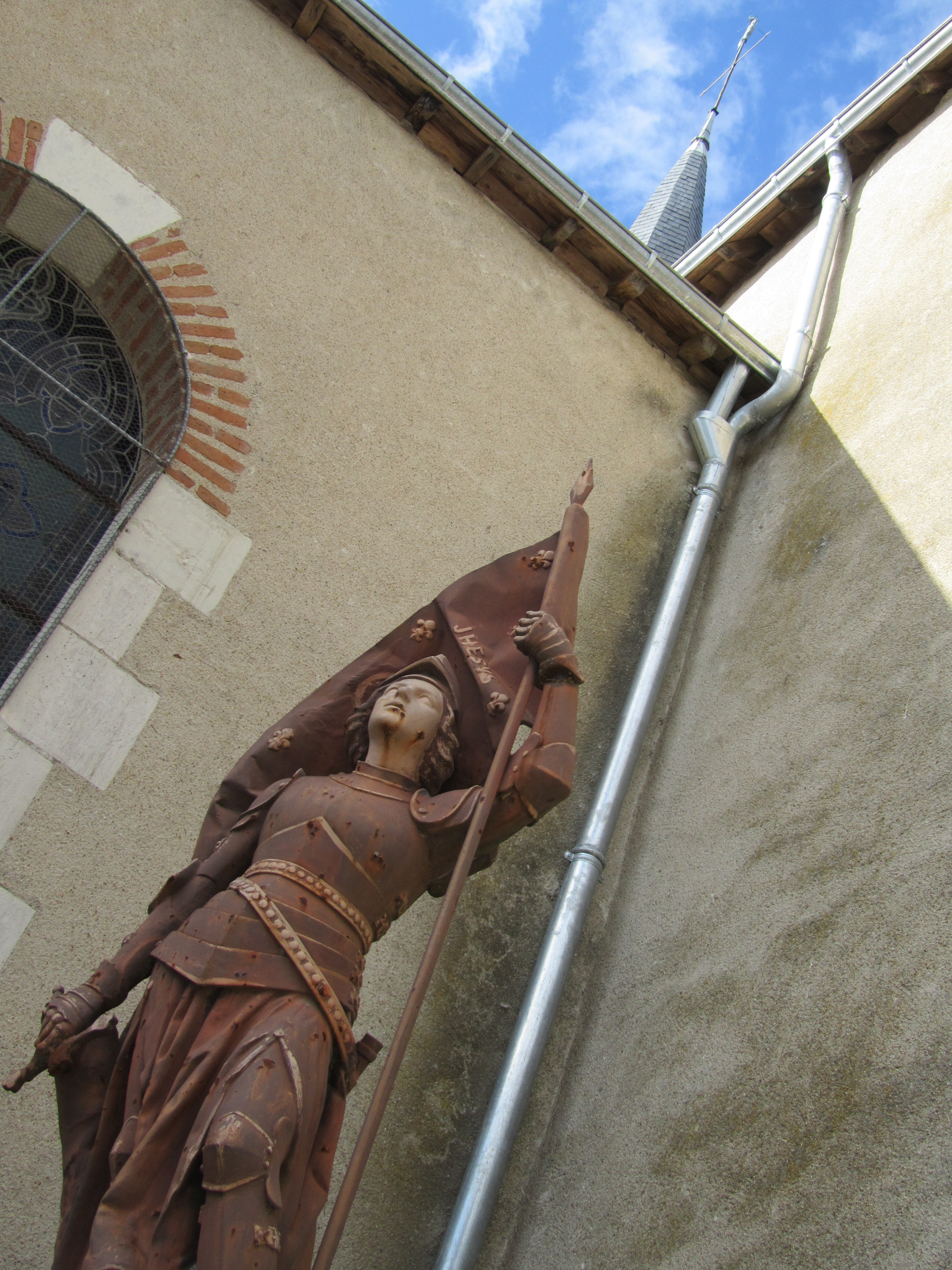
Statue de Jeanne d'Arc, place de l'Église à Saint-Laurent.
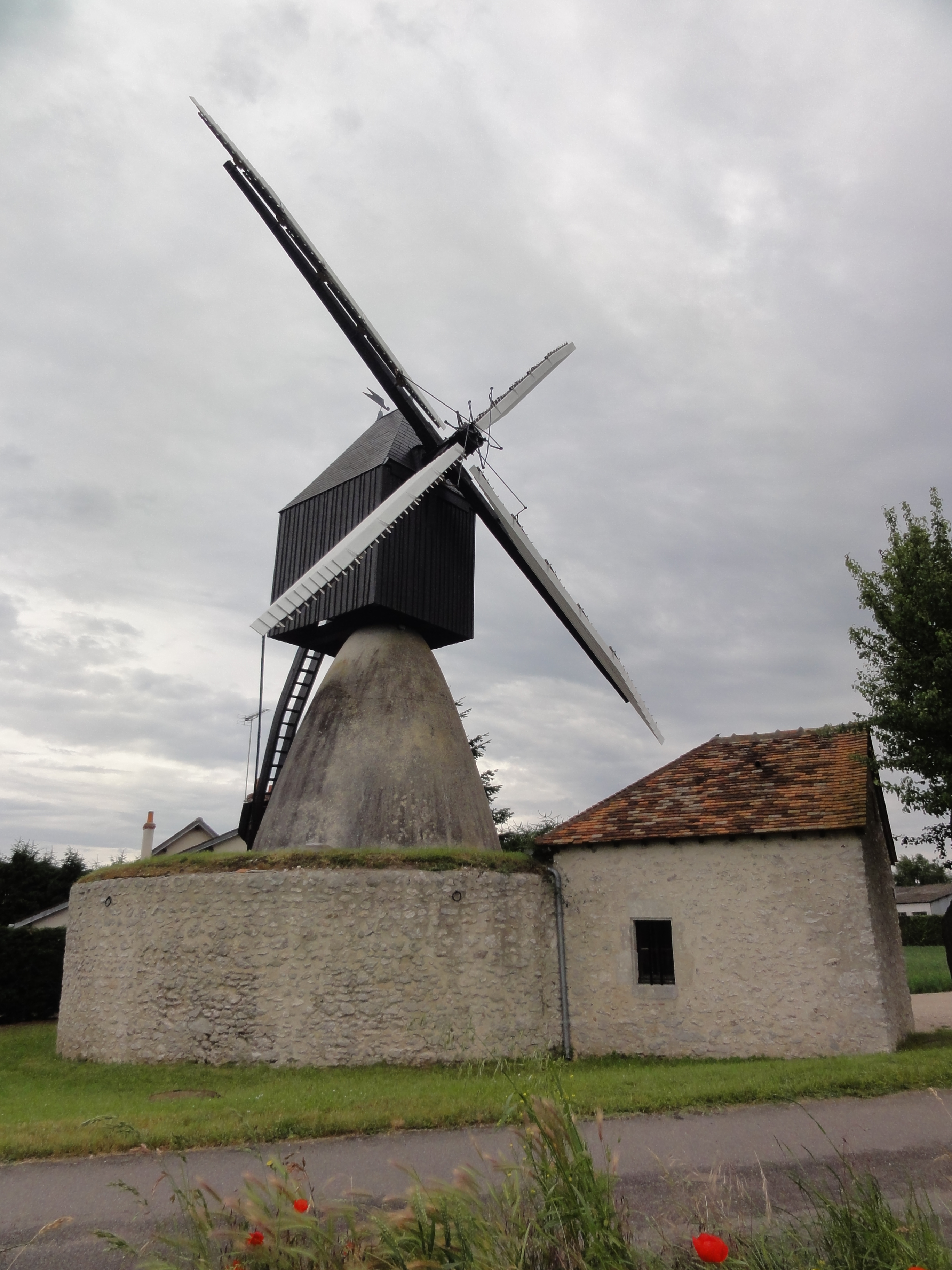
Moulin Saint-Jacques à Nouan.
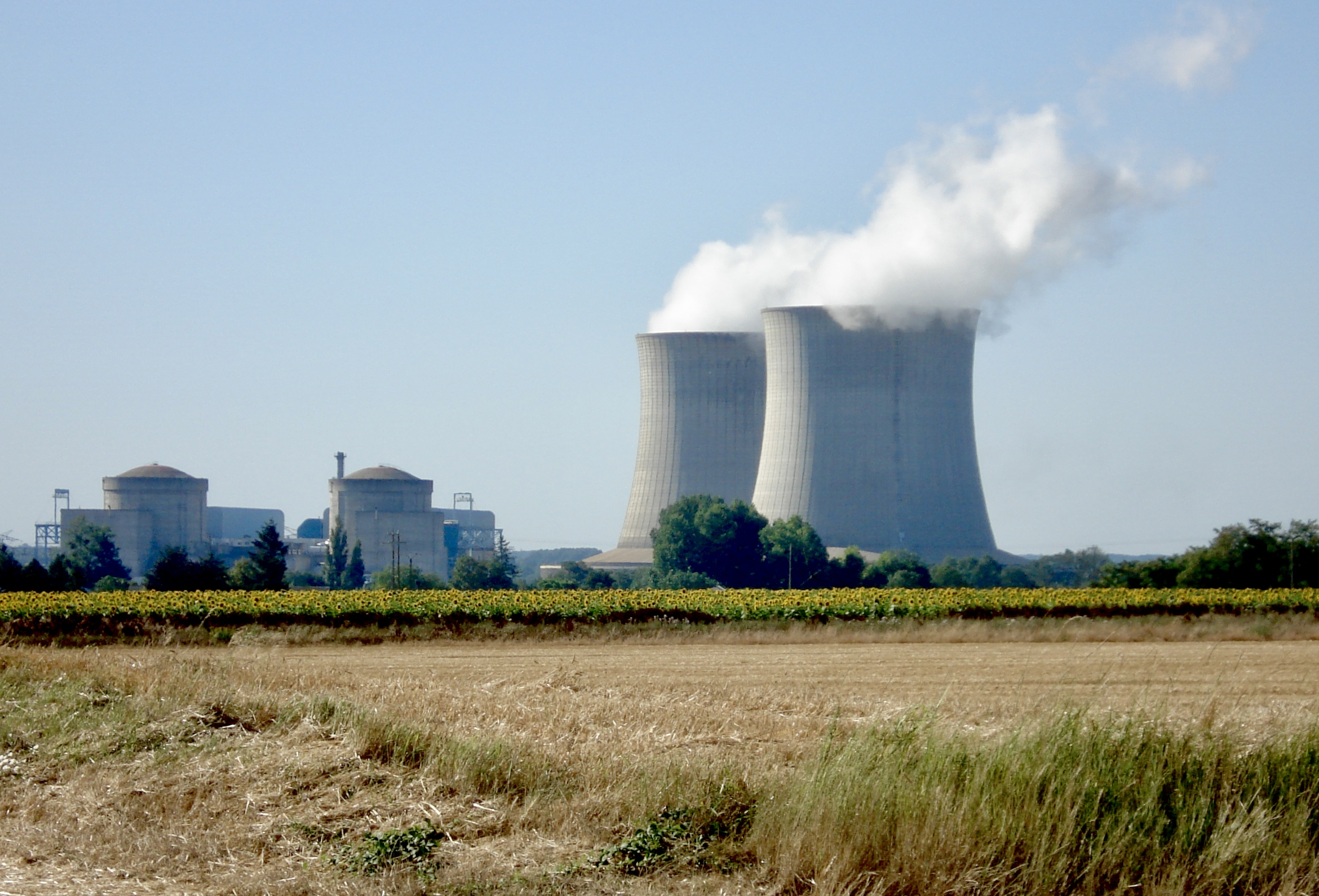
La centrale nucléaire.

### Héraldique
|  | Les armoiries de Saint-Laurent-Nouan se blasonnent ainsi : Parti : au premier d'azur au grêlier d'or, au second de gueules au fer de moulin d'argent ; au chef-retrait d'argent. Création J.P Fernon - J.P Lapeyre (1994) |

## Personnalités liées à la commune
- Vincent Caillard (1758-1843), industriel français, fondateur, administrateur et directeur général des Messageries Générales de France, est né dans la commune.
- Le baron Bich (1914-1994), industriel français d'origine italienne, a été propriétaire du domaine des Bordes[95].
- Roger André (1914-1999), général, compagnon de la Libération[96].
- Wallace Cleaver (1998- ), rappeur.